# Fabbrico
Fabbrico – miejscowość i gmina we Włoszech, w regionie Emilia-Romania, w prowincji Reggio Emilia.
Według danych na rok 2004 gminę zamieszkiwało 5517 osób, 239,9 os./km².